# Pedro Moniz
Pedro Moniz ou Pero Moniz (1170 -?) foi um nobre e cavaleiro medieval do Reino de Portugal.

## Relações familiares
ERa filho bastardo do rei D. Sancho I de Portugal e de Maria Moniz de Ribeira e Cabreira, filha de Monio Osorez de Cabreira, tenente em Cabrera e Ribera no Reino de Leão, e de Maria Nunes de Grijó, filha de Nuno Soares de Grijó e de Elvira Gomes.
Casou com uma senhora cujo nome a história não registou, de quem teve: 
1. Maria Pires de Cabreira, casada com Martim Pires Machado o primeiro a usar deste apelido,[3] filho de Pedro Mendes de Gandarei e de Elvira Martins, com geração